# تشياو فيانا
سيباستياو أفونسو فيانا ماسيدو نيفيس ويعرف باسم تشياو فيانا (ريو برانكو، 9 فبراير 1961) طبيب وسياسي برازيلي. شغل سابقا منصب حاكم أكري وعضو في حزب العمال. شغل منصب الرئيس المؤقت لمجلس الشيوخ في عام 2007.